# Shintarō Hashimoto
Shintarō Hashimoto (橋本 信太郎?, Hashimoto Shintarō; Prefettura di Wakayama, 11 maggio 1892 – Mare a sud-est di Penang, 16 maggio 1945) è stato un ammiraglio giapponese, attivo durante la seconda guerra mondiale.
Si arruolò nella Marina imperiale giapponese nel 1913 e si specializzò alla fine del decennio in guerra silurante. Negli anni venti proseguì la sua formazione frequentando per due anni il Collegio navale, durante il quale ottenne la promozione a capitano di corvetta: nel 1926 lo terminò e divenne comandante del cacciatorpediniere di scorta Nashi. Nella prima metà degli anni trenta lavorò presso diversi stati maggiori, facendosi riconoscere per l'eccellente specializzazione in siluri e impiego del naviglio leggero silurante. Con l'inizio del 1934 cominciò una serie di comandi in mare a capo di divisioni di cacciatorpediniere, culminate nella carica di capo di stato maggiore del Distretto di guardia di Ryojun, deputato al controllo delle coste della Manciuria: questo incarico durò dal 1937 al 1939. A cavallo tra i due decenni comandò in successione l'incrociatore pesante Chikuma e la nave da battaglia Hyuga prima di essere nominato, nel settembre 1941, contrammiraglio e capo della 3ª Squadriglia cacciatorpediniere: con questa formazione partecipò alla fase iniziale della campagna della Malesia e agli sbarchi a Miri (dicembre 1941), all'occupazione di Balikpapan e di Bandjermasin (gennaio-febbraio 1942). Aggregato poi alla 1ª Flotta, fu presente ma senza avervi un ruolo alla disastrosa battaglia delle Midway (4-6 giugno); passò con la squadriglia alla 2ª Flotta, con la quale prese parte all'intera e sfibrante campagna di Guadalcanal: combatté nella battaglia navale di metà novembre 1942 e nel febbraio 1943 portò materialmente a termine l'evacuazione delle truppe imperiali. Per gran parte del 1943 rimase in Giappone a dirigere la Scuola siluristi e solo a fine novembre divenne comandante della 5ª Divisione incrociatori. Alla testa di questa unità prese parte alla battaglia del Mare delle Filippine (19-20 giugno 1944).
Divenuto viceammiraglio a metà ottobre 1944, seguì la 2ª Flotta nella vasta battaglia del Golfo di Leyte, durante la quale perse la sua ammiraglia, l'incrociatore pesante Myoko. Sopravvissuto incolume alla grave sconfitta, dal novembre 1944 operò nelle ex-Indie orientali olandesi a bordo dell'incrociatore pesante Haguro. Nella notte del 16 maggio 1945, durante una missione di rifornimento alle isole Andamane, fu sorpreso da una divisione di cacciatorpediniere britannici nell'Oceano Indiano, andando a fondo con l'incrociatore.

## Biografia

### Inizio della carriera
Shintarō Hashimoto nacque l'11 maggio 1892 nella prefettura di Wakayama. In giovane età s'iscrisse all'Accademia navale di Etajima: studiò nella 41ª classe e per i suoi meriti fu nominato Cavaliere di II Classe dell'Ordine del Nibbio d'oro; si diplomò il 19 dicembre 1913, quarantatreesimo su 148 allievi, ottenne il brevetto di aspirante guardiamarina e fu imbarcato sull'incrociatore corazzato Asama per la crociera d'addestramento. L'11 agosto 1914 fu trasferito all'incrociatore protetto Chikuma e il 1º dicembre, ottenuta la promozione a guardiamarina, fu integrato nello stato maggiore del 1º Distaccamento del Sud. Poco dopo, il 1º febbraio 1915, ritornò a bordo del Chikuma e da questo passò all'incrociatore protetto Yahagi il 16 agosto. Dal 1º dicembre 1916, appena divenuto sottotenente di vascello, frequentò il Corso base alla Scuola di artiglieria navale, cui seguì il Corso base alla Scuola siluristi dal 1º giugno 1917; il 1º dicembre, conclusi gli studi, fu imbarcato sulla torpediniera Kamikaze per affinare le sue doti. Dopo due anni di servizio in mare fu promosso tenente di vascello e decise di seguire il Corso avanzato alla Scuola siluristi, cominciando dal 1º dicembre 1919.

### Gli anni venti e trenta
Hashimoto terminò la sua specializzazione il 1º dicembre 1920 ed ebbe il comando di una torpediniera rimasta non identificata all'interno di una divisione di naviglio silurante. L'8 giugno 1921 fu trasferito all'equipaggio del cacciatorpediniere di seconda classe (assimilabile all'occidentale cacciatorpediniere di scorta) Kaede, poi il 1º marzo dell'anno successivo fu riassegnato al cacciatorpediniere di scorta Hasu in qualità di vicecomandante: il 31 luglio ritornava comunque un semplice ufficiale di bordo. Il 20 settembre lasciò l'unità per divenire l'ufficiale capo addetto ai lanciasiluri del cacciatorpediniere Okikaze. Il 1º dicembre 1923 gli fu infine affidato il primo comando in mare, la torpediniera Yudachi. Preparato e abile, Hashimoto intraprese un percorso di formazione presso il Collegio navale, l'istituzione della marina imperiale che formava ufficiali di stato maggiore: il 1º dicembre 1924 s'iscrisse direttamente al Corso A e per due anni rimase costantemente impegnato negli studi come allievo della 24ª classe; ricevette comunque una promozione a capitano di corvetta il 1º dicembre 1925. Un anno esatto più tardi concluse il corso e fu messo a capo del cacciatorpediniere di scorta Nashi, col quale rimase a lungo. Il 1º dicembre 1927 fu assegnato a un incarico a terra come membro dello stato maggiore del 2º Distretto navale, con quartier generale a Kure, dove guadagnò un'esperienza di comando preziosa. Il 30 novembre 1929 fu invece integrato nello stato maggiore della 1ª Squadriglia cacciatorpediniere, ruolo nel quale poté esprimere le proprie qualità al meglio.
Hashimoto divenne capitano di fregata il 1º dicembre 1930 e continuò a servire nella squadriglia. Solo il 14 novembre 1931 fu riassegnato a nuova funzione presso lo stato maggiore dell'Ufficio scuole della Marina imperiale, dipendente dal Ministero; proseguì in mansioni eminentemente amministrative presso il 3º Distretto navale (Sasebo), al quale fu assegnato il 15 novembre 1933. Tuttavia già il 31 gennaio 1934 ebbe una nuova destinazione come comandante in capo della 21ª Divisione torpediniere; il 15 novembre fu poi trasferito alla testa della 5ª Divisione cacciatorpediniere. Il 15 novembre 1935 fu portato al rango di capitano di vascello e posto alla guida della 20ª Divisione cacciatorpediniere; seguì infine l'incarico di comando con la 7ª Divisione cacciatorpediniere dal 1º dicembre 1936 al 1º dicembre 1937. Questa serie di comandi si spiega con la fama che Hashimoto si era fatto di esperto di siluri e cacciatorpediniere, tra i più qualificati della marina imperiale. Dopo l'intenso ciclo di servizio in mare, il 1º dicembre 1937 fu nominato capo di stato maggiore del Distretto di guardia di Ryojun, con quartier generale a Port Arthur e responsabile della sicurezza delle coste mancesi e della penisola del Kwantung.

### La seconda guerra mondiale

#### 1939-1943
Il 15 novembre 1939 Hashimoto fu messo a capo di una grande unità da guerra, il moderno incrociatore pesante Chikuma appena entrato in servizio, quindi dal 1º novembre 1940 fu comandante della nave da battaglia ricostruita Hyuga, ruolo che detenne per meno di un anno. Il 1º settembre 1941, infatti, fu nominato comandante della 3ª Squadriglia cacciatorpediniere (11ª e 12ª Divisione cacciatorpediniere) e di conseguenza ebbe la nomina a contrammiraglio il 15 ottobre.

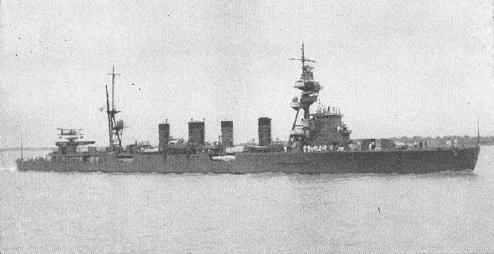
L'incrociatore leggero Sendai fu a lungo la nave comando di Hashimoto

Il 7 dicembre 1941, con l'attacco di Pearl Harbor e la simultanea espansione nel Sud-est asiatico, l'Impero giapponese entrò nella seconda guerra mondiale contro Stati Uniti, Impero britannico e Regno dei Paesi Bassi. Hashimoto e la 3ª Squadriglia erano da poco giunti alle dipendenze della 2ª Flotta del viceammiraglio Nobutake Kondō, incaricata di coordinare e proteggere i molteplici sbarchi nelle colonie occidentali; in particolare egli fu sottoposto alla squadra del viceammiraglio Jisaburō Ozawa, che doveva condurre gli assalti anfibi nella Malesia britannica e nel Borneo occidentale. Con una forza complessiva di dieci cacciatorpediniere, sei dragamine e tre cacciasommergibili, Hashimoto scortò da vicino il convoglio che sbarcò reparti della 25ª Armata a Kota Bharu e Patani, aiutando poi le truppe a eliminare la difesa locale. Subito dopo Hashimoto si portò come da ordini nella baia di Cam Ranh, dove attese i trasporti carichi di uomini e materiali per l'occupazione di Miri e le forze congiunte dell'Esercito imperiale: il mattino presto, a bordo della sua ammiraglia Yura, salpò alla testa della scorta formata dalla 12ª Divisione cacciatorpediniere (Murakumo, Shirakumo, Usugumo, Shinonome), dal Fubuki dell'11ª Divisione e dal Sagiri della 20ª Divisione, più alcuni dragamine e la nave portaidrovolanti Kamikawa Maru. Questa formazione passò inosservata agli Alleati e il 16 dicembre, nonostante condizioni atmosferiche proibitive, Hashimoto completò un riuscito sbarco che incontrò scarsa opposizione. Passato alle dipendenze della 3ª Flotta del viceammiraglio Ibō Takahashi che, discesa dalle Filippine, operava sotto la supervisione generale di Kondō a est del Borneo, Hashimoto scortò con la propria squadriglia le unità che eseguirono gli sbarchi presso Balikpapan il 22 gennaio 1942 e poi a Bandjermasin all'inizio di febbraio, operazioni che riuscirono nonostante una breve puntata offensiva della flotta ABDACOM. In seguito alla completa occupazione delle Indie orientali olandesi, la 3ª Squadriglia fu fatto rientrare nelle acque nazionali per revisione e ricambio: venne riorganizzata sulla 19ª e 20ª Divisione cacciatorpediniere, composta la prima dall'Ayanami, Uranami, Isonami, Shikinami, la seconda dai cacciatorpediniere Yugiri, Asagiri, Amagiri e Shirakumo; Hashimoto spostò le proprie insegne sull'incrociatore leggero Sendai. Con questo organico e in funzione di scorta alle navi da battaglia fu unito alla 1ª Flotta dell'ammiraglio Isoroku Yamamoto, messa in linea per partecipare al massiccio attacco contro l'atollo di Midway, operazione che comunque prevedeva l'intervento iniziale della 1ª Flotta aerea (veterana di Pearl Harbor) per annientare l'opposizione aerea statunitense. In realtà la battaglia, avvenuta il 4-6 giugno, si svolse in maniera imprevista e quattro portaerei furono distrutte. La 1ª Flotta, troppo lontana dall'epicentro dello scontro, non ebbe parte alcuna nel combattimento.
Hashimoto tornò nelle acque nazionali a metà giugno con il resto della grande "armada" nipponica, passando alle dipendenze della 2ª Flotta sempre retta dal viceammiraglio Kondō. Il 7 agosto 1942 gli statunitensi sbarcarono su Guadalcanal e Tulagi, provocando sorpresa negli alti comandi giapponesi: subito la 2ª Flotta fu mobilitata e si spostò nella base aeronavale di Truk, da dove prestare supporto all'8ª Flotta del viceammiraglio Gun'ichi Mikawa di stanza a Rabaul. Ben presto Hashimoto diresse, spesso personalmente, i cacciatorpediniere della propria squadriglia nelle missioni di trasporto truppe e rapidi cannoneggiamenti notturni della testa di ponte americana, azioni divenute note come Tokyo Express tra i militari statunitensi. All'inizio di novembre l'ammiraglio Yamamoto organizzò una vasta offensiva navale che prevedeva il bombardamento notturno dell'aeroporto in mani statunitensi tra il 12 e il 13 novembre per rendere possibile lo sbarco di ingenti rinforzi, caricati con numeroso materiale su undici trasporti. Hashimoto e la 3ª Squadriglia furono rapidamente riassegnati al diretto comando del viceammiraglio Kondō, incaricato dell'attacco nottetempo, ma non parteciparono alla prima fase della violenta battaglia navale di Guadalcanal, combattuta da una parte della 2ª Flotta. Kondō riunì allora le sue forze al largo dell'atollo Ontong Java: con la superstite corazzata Kirishima e una sezione della 4ª Divisione incrociatori (Atago, Takao) si propose di bombardare l'aeroporto, quindi diresse verso Guadalcanal con la scorta di unità appena uscite dalla battaglia notturna; Hashimoto fu inviato in avanscoperta con la 3ª Squadriglia, in realtà dimezzato e composto solo dall'ammiraglia Sendai e dalla 19ª Divisione cacciatorpediniere. Per esplorare le acque di Guadalcanal, Hashimoto inviò lo Ayanami a contornare l'Isola di Savo in senso antiorario mentre con le altre tre unità la costeggiò in senso orario: poco dopo le 23:00 del 14 novembre s'imbatté nel raccogliticcio Task group 64, forte però di due corazzate (USS Washington, USS South Dakota) che le sue vedette scambiarono per incrociatori. Dopo una momentanea ritirata verso nord, Hashimoto avvertì il suo superiore e quindi ritornò verso sud, affiancato da altri cacciatorpediniere; la battaglia si fece subito intensa, quattro cacciatorpediniere statunitensi furono messi fuori combattimento mentre lo Ayanami veniva devastato dalle salve delle corazzate americane; la South Dakota, profilata però dagli incendi, fu bersaglio di tutto il gruppo giapponese. A questo punto il viceammiraglio Kondō, sicuro di poter gestire lo scontro, ordinò a Hashimoto di procedere verso est per sventare eventuali altri sorprese: invece intorno a mezzanotte la Washington fu capace di danneggiare gravemente la Kirishima e quindi di sfuggire all'inseguimento dei numerosi cacciatorpediniere nipponici. La 2ª Flotta ripiegò dunque nottetempo; Hashimoto si lasciò alle spalle l'immobile Ayanami, il cui equipaggio fu tratto in salvo dallo Uranami prima che affondasse.
Rientrato a Truk, Hashimoto comandò alcune altre missioni del Tokyo Express, sempre più contrastate. Tra il dicembre 1942 e il gennaio 1943 apparve comunque chiaro che la campagna era perduta e Tokyo dette l'autorizzazione per evacuare tutte le truppe sull'isola: l'operazione Ke fu affidata a Hashimoto e la 3ª Squadriglia cacciatorpediniere fu incrementata notevolmente nel numero. Nella notte del 1º febbraio Hashimoto attraversò le Salomone a tutta forza con ventuno cacciatorpediniere, caricò quasi 5 000 soldati e tornò indietro senza essere avvistato. Tra il 4 e il 5 febbraio, con venti unità, ripeté la missione e, nonostante gli attacchi di motosiluranti e velivoli statunitensi, trasse in salvo circa 3 900 uomini e li depositò al sicuro a Bougainville. Infine, nella notte del 7-8 febbraio, evacuò gli ultimi contingenti da Guadalcanal e imbarcò l'intera guarnigione delle isole Russell, concludendo con pieno successo l'operazione.

#### 1943-1945 e la morte
Conclusa la dura lotta per Guadalcanal, Hashimoto fece tappa a Truk e poi tornò in Giappone: qui, il 12 febbraio 1943, lasciò il comando della 3ª Squadriglia cacciatorpediniere e per circa un mese rimase al Distretto navale di Yokosuka. Il 15 marzo fu scelto come Direttore della scuola siluristi, in virtù della sua preparazione e delle preziose esperienze in combattimento; gestì la scuola sino al 25 novembre 1943, quando fu messo a capo della 5ª Divisione incrociatori formata dal Myoko (nave ammiraglia) e dall'Haguro. Con le due unità, all'inizio del 1944, fu impegnato nel trasporto di truppe da e per Truk e Rabaul; quindi si spostò nel Borneo, di scorta a un convoglio di petroliere, e in marzo operò nelle isole Palau. In aprile fu trasferito a Davao, nelle Filippine meridionali, tappa secondaria prima di fermarsi alle isole Lingga, una delle maggiori basi della marina oltreoceano: qui trascorse un mese prima di portarsi con altre unità, compresa la corazzata Fuso, all'ancoraggio di Tawi Tawi. Alla fine di maggio salpò con diverse altre navi nel quadro dell'operazione Kon, l'invio di rinforzi via mare all'isola di Biak, sotto attacco dal 27; i tentativi giapponesi furono però frustrati dalla superiorità aerea statunitense. Hashimoto fu dirottato in un porto della Nuova Guinea per insistere nella missione, ma il 13 ebbe ordine di riunirsi alla 2ª Flotta in vista dell'operazione A-Gō, la difesa delle isole Marianne. Il 19 e 20 giugno partecipò quindi alla battaglia del Mare delle Filippine (scontro eminentemente aeronavale) di scorta alle portaerei del viceammiraglio Jisaburō Ozawa: gli incrociatori non subirono danni, ma la squadra giapponese fu sconfitta.

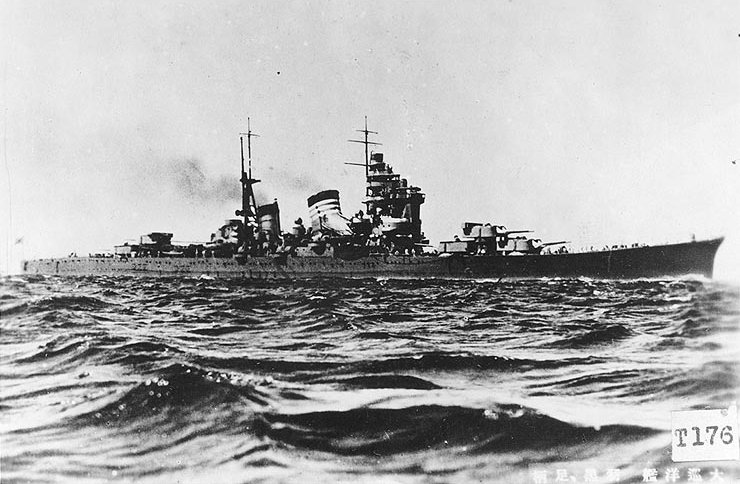
L'incrociatore pesante Haguro, ultima ammiraglia di Hashimoto

Hashimoto tornò in Giappone, dove prese a bordo truppe e rifornimenti che in luglio scaricò nelle Filippine; quindi arrivò alle Lingga, dove rimase per i mesi seguenti addestrando i suoi incrociatori assieme alla 2ª Flotta del viceammiraglio Takeo Kurita: qui ricevette anche la promozione a viceammiraglio, il 15 ottobre 1944. Subito dopo ebbe avvio il piano Shō-Gō 1, vale a dire il complesso contrattacco navale nipponico per distruggere nel Golfo di Leyte l'apparato anfibio della United States Pacific Fleet; Hashimoto con la 5ª Divisione incrociatori fu aggregato al grosso della squadra, che non vista doveva piombare da nord sul golfo. In realtà questa formazione, salpata il 22 da Brunei, fu la prima a essere localizzata da due sommergibili statunitensi; nel corso del 24 ottobre, mentre traversava il Mare interno di Sibuyan, sopportò diverse incursioni lanciate dalle portaerei della Terza Flotta americana e un paio di siluri squarciarono la poppa del Myoko. Hashimoto fu dunque costretto a spostarsi sullo Haguro, indenne, ed ebbe sotto la sua responsabilità anche l'incrociatore pesante Chokai, assegnatogli da Kurita dopo che le navi gemelle erano andate perdute. Hashimoto partecipò dunque attivamente alla caotica battaglia al largo di Samar la mattina del 25 ottobre contro una formazione di naviglio leggero statunitense; nello scontro riuscì a centrare più volte alcune delle portaerei di scorta e dei cacciatorpediniere nemici, ma lo Haguro fu centrato da una bomba d'aereo che distrusse la torre numero due. La battaglia fu infine un fiasco e le altre squadre impegnate nell'operazione Shō-Gō 1 fallirono sostanzialmente gli obiettivi strategici assegnati.
Hashimoto ripiegò con la menomata 2ª Flotta sino al Borneo, poi in novembre con il solo Haguro (il Chokai era affondato nella battaglia) si spostò a Singapore; in febbraio riformò la 5ª Divisione con l'incrociatore pesante Ashigara. Nei mesi seguenti egli operò nelle acque dell'Indonesia, alle dipendenze dalla 10ª Flotta di area del viceammiraglio Shigeru Fukudome, conducendo talvolta dei viaggi alle isole Andamane per recare rifornimenti alle guarnigioni giapponesi. Il 16 maggio 1945, di notte, lo Haguro fu sorpreso 27 miglia a sud-est di Penang dalla 26ª Divisione cacciatorpediniere della Royal Navy; la battaglia fu assai breve, lo Haguro fu devastato e affondato e Hashimoto non riuscì a salvarsi, perendo sulla plancia all'età appena compiuta di 53 anni.

## Onorificenze
Dati tratti da: e 